# Michelle Frota
Michelle Frota (Rio de Janeiro, 12 de abril de 1986) é uma nadadora de nado sincronizado brasileira. Integrou a equipe nacional que disputou o Campeonato Mundial de Esportes Aquáticos de 2011, em Xangai, na China.
Em 2004 disputou o mundial júnior em Moscou e entrou para o time principal, aos 14 anos de idade. Seu primeiro mundial adulto foi o mundial de Montréal, em 2005. Neste ano, também esteve no mundial de Melbourne.
Em sua estréia nos Jogos Pan-Americanos, em 2007, Michelle Frota integrou a equipe que conquistou a medalha de bronze por equipes, em competição vencida pelos Estados Unidos e que teve o Canadá como segundo colocado.